# Heterolocha symmetrica
Heterolocha symmetrica är en fjärilsart som beskrevs av Alexander Michailovitsch Djakonov 1936. Heterolocha symmetrica ingår i släktet Heterolocha och familjen mätare. Inga underarter finns listade i Catalogue of Life.